# العسادى (ذمار)
العسادى هي إحدى قرى الجمهورية اليمنية. وهي تتبع جغرافيًا لمحافظة ذمار. وإداريًا لمديرية وصاب العالي. يبلغ تعداد سكانها 2256 نسمة حسب الإحصاء الذي جرى عام 2004.